# Edward Hore
Edward Hore (Knightsbridge, 17 de novembro de 1849 — data de morte desconhecida) foi um velejador britânico, campeão olímpico. Ele participou dos Jogos Olímpicos de Verão de 1900 e conquistou a medalha de ouro na segunda corrida disputa na classe 3 – 10 t a bordo do Bona Fide ao lado de Howard Taylor e Harry Jefferson. Individualmente, conseguiu a medalha de bronze na classe 10 – 20 t com o Laurea.